# Meg Whitman
Margaret Cushing Whitman (ur. 4 sierpnia 1956) – amerykańska bizneswoman i działaczka Partii Republikańskiej. Jej majątek jest szacowany na 1,3 miliarda dolarów czyniąc ją od 2010 roku czwartą najbogatszą kobietą w stanie Kalifornia. Od 1998 do 2008 pełniła funkcję dyrektora generalnego i członka zarządu w serwisie eBay. Od 2011 roku jest dyrektorem generalnym przedsiębiorstwa Hewlett-Packard.
W lutym 2010 roku Whitman poinformowała o swojej kandydaturze na gubernatora Kalifornii, a w czerwcu 2011 wygrała w republikańskich prawyborach. Na cel kampanii wyborczej przeznaczyła 178,5 milionów dolarów w tym 144 milionów własnych pieniędzy. Withman 2 listopada przegrała wybory z Jerrym Brownem.

## Dzieciństwo i edukacja
Whitman urodziła się w Long Island, będąc trzecim i ostatnim dzieckiem Margaret Cushing (z domu Goodhue) i Hendricks Hallett Whitman. Ze strony ojca jest ona praprawnuczką amerykańskiego senatora Charlesa Benjamina Farwella, z Illinois, a ze strony matki jest prawnuczka historyka i prawnika Munroe Smith.
Ponieważ chciała zostać lekarzem, zaczęła studiować matematykę i nauki ścisłe na Uniwersytecie Princeton. Jednak podczas wakacji w czasie pracy dla magazynu w dziale sprzedaży reklam, postanowiła rozpocząć studia ekonomiczne.

## Fundacja charytatywna
Whitman wraz z mężem w dniu 21 grudnia 2006 roku założyła fundację charytatywną, przekazując jej 300 000 akcji eBay wartych 9,4 milionów dolarów.